# Брунс, Виктор фон
Пауль Виктор фон Брунс (нем. Paul Victor (Viktor) von Bruns; 1812—1883) — немецкий врач-ларинголог и хирург.

## Биография
Виктор фон Брунс родился 9 августа 1812 года в городе Хельмштедте. 
Изучал медицину в университете Брауншвейга и Тюбингенском университете; в последнем в 1836 году успешно защитил докторскую диссертацию. 
В 1838 году Брунс начал читать лекции по анатомии в медико-хирургической коллегии в Брауншвейге, в 1839 году там же стал профессором; и здесь в 1841 году он издал «Lehrbuch der allgemeinen Anatomie des Menschen». 
В 1843 году Брунс был приглашен в Тюбингенский университет ординарным профессором хирургии и занимал эту кафедру до 1882 года. 
В 1862 году в своей работе «Die erste Ausrottung eines Polypen in der Kehlkopfhöhle durch Zerschneiden ohne blutige Eröffnung der Luftwege» Брункс сообщил о впервые им примененной операции внутригортанного удаления полипов гортани. 
Виктор фон Брунс умер 19 марта 1883 года в городе Тюбингене.

## Избранная библиография
- «Lehrbuch der allgemeinen Anatomie des Menschen» (1841);
- «Chirurgische Atlas» (Тюбинген, 1853),
- «Die chirurgischen Krankheiten und Verletzungen des Gehirns und seiner Umhüllungen» (1854);
- «Handbuch der praktischen Chirurgie» (том 1 и 2, Тюбинген, 1854—60),
- «Die chirurgische Pathologie und Therapie des Kau- und Geschmacksorganes» (1859),
- «Die Durchschneidung der Gesichtsnerven beim Gesichtsschmerz» (Тюбинген, 1859);
- «Behandlung schlechtgeheilter Beinbruche» (Берлин, 1861);
- «Die erste Ausrottung eines Polypen in der Kehlkopfhöhle durch Zerschneiden ohne blutige Eröffnung der Luftwege» (1862),
- «Chirurgische fieilmittellehre» (Тюбинген, 1868—73);
- «Arznei-Operationen oder Darstellung sämtlicher Methoden der manuellen Applikation von Arzneistoffen» (Тюбинген, 1869);
- «Die Galvano-Chirurgie» (Тюбинген, 1870; переведено на русский Н. Г. Яковлевым, 1875[4]);
- «Die Laryngoskopie und laryngoskopische Chirurgie» (с атласом, Тюбинген, 1865; 2 изд., 1873);
- «Die galvanokaustischen Apparate und Instrumente u. s. w.» (1878),
- «Die Amputation der Gliedmassen durch Zirkelschnitt mit vorderem Hautlappen» (1879).